# Roodrugspecht
De roodrugspecht (Veniliornis callonotus) is een vogel uit de familie Picidae (spechten).

## Verspreiding en leefgebied
Deze soort komt voor van zuidwestelijk Colombia tot noordwestelijk Peru en telt twee ondersoorten:
- V. c. callonotus: zuidwestelijk Colombia en noordwestelijk Ecuador.
- V. c. callonotus major: zuidwestelijk Ecuador en noordwestelijk Peru.

## Status
De grootte van de populatie is niet gekwantificeerd maar de soort wordt omschreven als algemeen. Op de Rode lijst van de IUCN heeft deze soort de status niet bedreigd.